# パラレルヴィジョン (競走馬)
パラレルヴィジョン（欧字名:Parallel Vision、2019年2月4日 - ）は、日本の競走馬。主な勝ち鞍に2024年のダービー卿チャレンジトロフィー。
馬名の意味は、4ヶ国で開催された生の芸術を集めた展覧会。母名より連想。

## 経歴

### 2022年（3歳）
デビューは遅く、3歳となった4月9日中山芝2000mの3歳未勝利戦にクリストフ・ルメール鞍上でデビュー。道中は中団で脚を溜め、直線で抜け出すと後続に2馬身半差をつけ初勝利を挙げる。2戦目の6月19日東京芝2000mの3歳上1勝クラスでは後方2番手追走から直線で一気に各馬を交わすと後続に3馬身差をつけデビュー2連勝となった。秋に入り、重賞初挑戦となった9月25日のGII神戸新聞杯は7着に敗れたが、11月5日東京芝2000mの3歳上2勝クラスでは好スタートから先手を奪い逃げ切って3勝目を挙げた。

### 2023年（4歳）
1月21日の初富士ステークスで始動したが3着に敗れると、その後も勝ち切れないレースが続いた。ダートに矛先を向け、10月8日東京のJRAアプリリリース記念では中団から鋭く脚を伸ばすと最後はスノーグレースとの競り合いをクビ差制し4勝目をマークしてオープン入りを果たす。11月19日の霜月ステークスではトム・マーカンドとのコンビで挑んだが見せ場なく12着に沈んだ。

### 2024年（5歳）
1月13日のニューイヤーステークス（L）で始動。道中好位の4番手追走から直線で抜け出してオープン特別初勝利を挙げる。3月30日のGIIIダービー卿チャレンジトロフィーは戸崎圭太を鞍上に迎え、レースでは2番手追走から直線で鋭く脚を伸ばすと、最後は逃げ粘るエエヤンをゴール前で差し切って重賞初制覇を果たした。GI初挑戦となった6月2日の安田記念では中団で脚を溜めるも直線では全く伸びず13着に沈むと、その後も二桁着順が続き、休養に入った。

### 2025年（6歳）
中距離路線に矛先を変え、1月5日の中山金杯で始動したが6着に終わる。以後のレースでも精彩を欠き、7月13日の七夕賞9着を最後に7月16日付けでJRAの競走馬登録を抹消され、地方競馬へ移籍する予定。

## 競走成績
以下の内容は、JBISサーチおよびnetkeiba.comに基づく。
| 競走日     | 競馬場 | 競走名                | 格   | 距離（馬場）  | 頭 数 | 枠 番 | 馬 番 | オッズ （人気） | 着順 | タイム （上り3F） | 着差 | 騎手          | 斤量 [kg] | 1着馬（2着馬）         | 馬体重 [kg] |
| ---------- | ------ | --------------------- | ---- | ------------- | ----- | ----- | ----- | --------------- | ---- | ----------------- | ---- | ------------- | --------- | ---------------------- | ----------- |
| 2022.04.09 | 中山   | 3歳未勝利             |      | 芝2000m（良） | 18    | 7     | 13    | 002.50（1人）   | 01着 | R2:00.8（35.8）   | -0.4 | 0C.ルメール   | 56        | （アクロビンジャー）   | 494         |
| 0000.06.19 | 東京   | 3歳上1勝クラス        |      | 芝2000m（良） | 9     | 8     | 8     | 002.00（1人）   | 01着 | R1:58.0（33.5）   | -0.5 | 0C.ルメール   | 54        | （エイカイマッケンロ） | 506         |
| 0000.09.25 | 中京   | 神戸新聞杯            | GII  | 芝2200m（良） | 17    | 6     | 11    | 002.90（1人）   | 07着 | R2:12.2（35.0）   | -1.1 | 0C.ルメール   | 56        | ジャスティンパレス     | 510         |
| 0000.11.05 | 東京   | 3歳上2勝クラス        |      | 芝2000m（良） | 10    | 1     | 1     | 001.50（1人）   | 01着 | R1:59.5（33.1）   | -0.6 | 0C.ルメール   | 55        | （マイネルクリソーラ） | 498         |
| 2023.01.21 | 中山   | 初富士S               | 3勝  | 芝2000m（稍） | 14    | 6     | 9     | 001.50（1人）   | 03着 | R2:01.2（35.5）   | -0.2 | 0C.ルメール   | 56        | スルーセブンシーズ     | 502         |
| 0000.03.11 | 阪神   | 難波S                 | 3勝  | 芝1800m（良） | 11    | 7     | 10    | 001.90（1人）   | 02着 | R1:45.1（33.3）   | -0.2 | 0池添謙一     | 58        | マテンロウスカイ       | 490         |
| 0000.04.29 | 東京   | 府中S                 | 3勝  | 芝2000m（良） | 11    | 6     | 6     | 001.80（1人）   | 03着 | R1:58.1（34.0）   | -0.3 | 0C.ルメール   | 58        | レインフロムヘヴン     | 492         |
| 0000.06.17 | 阪神   | 垂水S                 | 3勝  | 芝1800m（良） | 9     | 4     | 4     | 001.70（1人）   | 03着 | R1:44.8（33.6）   | -0.1 | 0川田将雅     | 57        | アルナシーム           | 488         |
| 0000.07.30 | 新潟   | 佐渡S                 | 3勝  | 芝1800m（良） | 18    | 1     | 2     | 004.60（2人）   | 04着 | R1:45.3（33.5）   | -0.3 | 0北村宏司     | 58        | トゥデイイズザデイ     | 500         |
| 0000.10.08 | 東京   | JRAアプリリリース記念 | 3勝  | ダ1600m（良） | 16    | 2     | 3     | 003.20（1人）   | 01着 | R1:36.7（36.8）   | -0.0 | 0C.ルメール   | 57        | （スノーグレース）     | 492         |
| 0000.11.19 | 東京   | 霜月S                 | OP   | ダ1400m（良） | 16    | 4     | 7     | 005.50（2人）   | 12着 | R1:24.2（36.0）   | -1.5 | 0T.マーカンド | 57        | アルファマム           | 496         |
| 2024.01.13 | 中山   | ニューイヤーS         | L    | 芝1600m（良） | 16    | 4     | 8     | 004.90（3人）   | 01着 | R1:32.3（34.3）   | -0.2 | 0C.ルメール   | 57        | （グラティアス）       | 502         |
| 0000.03.30 | 中山   | ダービー卿CT          | GIII | 芝1600m（稍） | 16    | 1     | 2     | 006.10（2人）   | 01着 | R1:32.9（34.0）   | -0.1 | 0戸崎圭太     | 57        | （エエヤン）           | 486         |
| 0000.06.02 | 東京   | 安田記念              | GI   | 芝1600m（稍） | 18    | 5     | 9     | 015.40（6人）   | 13着 | R1:33.3（34.1）   | -1.0 | 0C.ルメール   | 58        | ロマンチックウォリアー | 492         |
| 0000.08.11 | 新潟   | 関屋記念              | GIII | 芝1600m（良） | 18    | 5     | 10    | 014.40（7人）   | 14着 | R1:34.2（33.9）   | -1.3 | 0三浦皇成     | 58        | トゥードジボン         | 492         |
| 0000.10.19 | 東京   | 富士S                 | GII  | 芝1600m（良） | 17    | 8     | 15    | 018.90（6人）   | 16着 | R1:33.2（34.4）   | -1.1 | 0C.ルメール   | 57        | ジュンブロッサム       | 488         |
| 2025.01.05 | 中山   | 中山金杯              | GIII | 芝2000m（良） | 18    | 2     | 3     | 011.30（7人）   | 06着 | R1:58.5（35.0）   | -0.4 | 0T.マーカンド | 58        | アルナシーム           | 492         |
| 0000.03.02 | 中山   | 中山記念              | GII  | 芝1800m（良） | 16    | 7     | 14    | 049.0（10人）   | 16着 | R1:46.4（35.9）   | -1.6 | 0戸崎圭太     | 57        | シックスペンス         | 488         |
| 0000.05.17 | 新潟   | 新潟大賞典            | GIII | 芝2000m（稍） | 16    | 1     | 2     | 064.7（15人）   | 11着 | R2:01.5（34.7）   | -1.0 | 0吉田隼人     | 58        | シリウスコルト         | 488         |
| 0000.07.13 | 福島   | 七夕賞                | GIII | 芝2000m（良） | 15    | 6     | 11    | 049.8（11人）   | 09着 | R2:02.2（36.5）   | -1.7 | 0津村明秀     | 57.5      | コスモフリーゲン       | 488         |

- 競走成績は2025年7月13日現在

## 血統表
| パラレルヴィジョンの血統      | パラレルヴィジョンの血統                      | パラレルヴィジョンの血統                      | （血統表の出典）                              | （血統表の出典） |
| 父系                          | サンデーサイレンス系                          | サンデーサイレンス系                          | サンデーサイレンス系                          | [ § 2 ]          |
| 父 キズナ 2010 青鹿毛         | 父の父ディープインパクト 2002 鹿毛            | *サンデーサイレンス                           | Halo                                          | Halo             |
| 父 キズナ 2010 青鹿毛         | 父の父ディープインパクト 2002 鹿毛            | *サンデーサイレンス                           | Wishing Well                                  |                  |
| 父 キズナ 2010 青鹿毛         | 父の父ディープインパクト 2002 鹿毛            | *ウインドインハーヘア                         | Alzao                                         | Alzao            |
| 父 キズナ 2010 青鹿毛         | 父の父ディープインパクト 2002 鹿毛            | *ウインドインハーヘア                         | Burghclere                                    |                  |
| 父 キズナ 2010 青鹿毛         | 父の母*キャットクイル 1990 鹿毛               | Storm Cat                                     | Storm Bird                                    | Storm Bird       |
| 父 キズナ 2010 青鹿毛         | 父の母*キャットクイル 1990 鹿毛               | Storm Cat                                     | Terlingua                                     |                  |
| 父 キズナ 2010 青鹿毛         | 父の母*キャットクイル 1990 鹿毛               | Pacific Princess                              | Damascus                                      | Damascus         |
| 父 キズナ 2010 青鹿毛         | 父の母*キャットクイル 1990 鹿毛               | Pacific Princess                              | Fiji                                          |                  |
| 母 アールブリュット 2012 鹿毛 | 母の父*マクフィ 2007 鹿毛                     | Dubawi                                        | Dubai Millennium                              | Dubai Millennium |
| 母 アールブリュット 2012 鹿毛 | 母の父*マクフィ 2007 鹿毛                     | Dubawi                                        | Zomaradah                                     |                  |
| 母 アールブリュット 2012 鹿毛 | 母の父*マクフィ 2007 鹿毛                     | Dhelaal                                       | Green Desert                                  | Green Desert     |
| 母 アールブリュット 2012 鹿毛 | 母の父*マクフィ 2007 鹿毛                     | Dhelaal                                       | Irish Valley                                  |                  |
| 母 アールブリュット 2012 鹿毛 | 母の母*イグジビットワン 2002 鹿毛             | Silver Hawk                                   | Roberto                                       | Roberto          |
| 母 アールブリュット 2012 鹿毛 | 母の母*イグジビットワン 2002 鹿毛             | Silver Hawk                                   | Gris Vitesse                                  |                  |
| 母 アールブリュット 2012 鹿毛 | 母の母*イグジビットワン 2002 鹿毛             | Tsar's Pride                                  | Sadler's Wells                                | Sadler's Wells   |
| 母 アールブリュット 2012 鹿毛 | 母の母*イグジビットワン 2002 鹿毛             | Tsar's Pride                                  | Bold Empress                                  |                  |
| 母系(F-No.)                   | (FN:9-e)                                      | (FN:9-e)                                      | (FN:9-e)                                      | [ § 3 ]          |
| 5代内の近親交配               | Hail to Reason：S5×M5、Northern Dancer：S5×M5 | Hail to Reason：S5×M5、Northern Dancer：S5×M5 | Hail to Reason：S5×M5、Northern Dancer：S5×M5 | [ § 4 ]          |
| 出典                          | 1. 2. 3. 4.                                   | 1. 2. 3. 4.                                   | 1. 2. 3. 4.                                   | 1. 2. 3. 4.      |

- 叔父に2017年中日新聞杯勝ち馬のメートルダールがいる。
- 4代母Bold Empressの半兄に1993年2000ギニーステークス勝ち馬のザフォニック、半弟にザミンダーがいる。